# インゲビョルグ・アヴ・ノルゲ
インゲビョルグ・ホーコンスダッテル（ノルウェー語：Ingebjørg Håkonsdatter, 1301年 - 1361年6月17日）またはインゲボルグ（スウェーデン語：Ingeborg Håkansdotter）は、ノルウェー王女。スウェーデンのセーデルマンランド公エリクの妃となり、息子マグヌス4世が若年の間、ノルウェーおよびスウェーデンの摂政をつとめた。1318年から1319年の間、インゲビョルグは事実上のスウェーデンの支配者であり、1319年から1326年まではスウェーデンで最初の女性の摂政となった。

## 生涯

### 生い立ちと最初の結婚
インゲビョルグはノルウェー王ホーコン5世とエウフェミア・フォン・リューゲンの間に生まれた唯一の嫡出の娘であった。子供のころにインゲビョルグはスウェーデン王ビルイェルの嗣子マグヌスと婚約した。しかしその後すぐにこの婚約は政治的理由により破談となり、代わりに1305年にビルイェルの弟セーデルマンランド公エリクと婚約した。1312年、インゲビョルグとエリクはオスロで結婚した。そのとき、インゲビョルグの従姉妹インゲボルグ・エリクスダッテルもエリクの弟フィンランド公ヴァルデマールと結婚した。結婚式において、母エウフェミアは翻訳されたばかりの詩を発表した。エリクとインゲビョルグの間には2子が生まれた。

### 公爵の支持者の指導者として
1317年12月、夫エリクとその弟ヴァルデマールが捕らわれ、インゲビョルグと従姉妹で義妹のインゲボルグは夫らの支持者グループの指導者となった。1318年4月16日、2人の公妃は夫らを自由にするまではスウェーデン王ビルイェルとデンマークが和平を結ばないよう、カルマルにおいてハッランド＝サムセー公クリストファ（後のデンマーク王クリストファ2世）およびルンド大司教エスガー・ユルと和平を結び、約束した見返りは夫らの名において必ず履行すると約束した。しかし同年、エリク及びヴァルデマールの死が確認された。

### 摂政

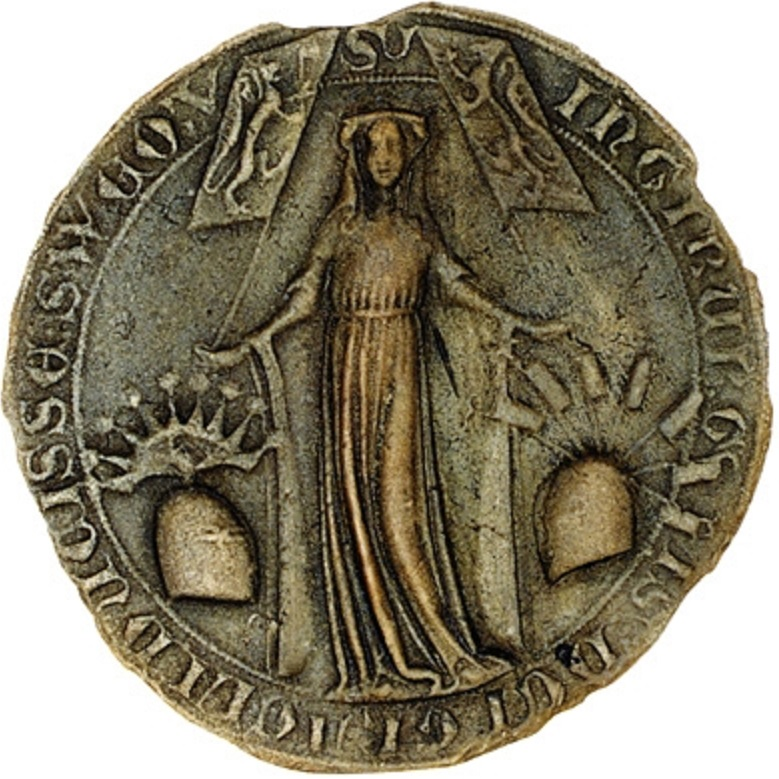
インゲビョルグの印章

1319年にインゲビョルグの父ホーコン5世が死去した時、3歳であった息子マグヌスは母インゲビョルグから譲られた権利によりノルウェー王位の即位を宣言した（マグヌス7世）。インゲビョルグは正式にノルウェーにおけるマグヌスの摂政として認められた。その後まもなく、スウェーデン貴族がビルィエルを廃位しマグヌスをスウェーデン王位に選出し、インゲビョルグをスウェーデンの摂政とし、スウェーデン政府における議席および投票権と、「Ingeborg, by the Grace of God, daughter of Haakon, duchess in the Kingdom of Sweden（インゲボリ、神の御恵みにより、ホーコンの娘、スウェーデン王国の公妃）」の称号を与えた。インゲビョルグはヴァールベリの居城に自身の宮廷をもうけた。殺害された夫エリクとヴァルデマール、および息子マグヌスの王位請求権を支持したスウェーデン貴族への報酬のために、インゲビョルグは自身の印章をつけて単独で文書を発行しており、彼らが自分たちの利益のためにインゲビョルグを利用していたことが1318年から1321年までの手紙によりうかがえる。
摂政団におけるインゲビョルグの立場がどのようであったかは、文献から詳しくうかがい知ることはできない。インゲビョルグの支持者マッツ・ケティルンソン（Mats Kettilumndsson）が、2人の公妃インゲビョルグおよび従姉妹インゲボルグとともに摂政団を仕切っていた。すでにノルウェー王であったマグヌスはインゲビョルグの前でノルウェー評議会の承認を得てスウェーデン王に選ばれた。インゲビョルクただ一人が、スウェーデンとノルウェーの両方の摂政団および評議会に席が与えられていた。また、インゲビョルグは自治権を持つ自身の領地やその戦略的位置のため広大な領地を支配する多くの城を公妃として支配した。
「インゲビョルグの宮廷での立場は明確にされていなかった。彼女は王の母であったが、先王の妃ではなかった。」

### 「お気に入り」
インゲビョルグはスウェーデンやノルウェーの評議会に諮らずに政治を行い、自身の望みのために王の印章を用いたために非難された。1320年10月1日、インゲビョルグは息子に代わってリガを借金から解放した。また、自身の支持者に多くの寄贈を行った。クヌート・ポルセは夫の支持者の一人であったが、ヴァールベリの総督に任命された。インゲビョルグは若い外国人の取り巻きに囲まれており、彼らは政治にも関与していたとみられるが、その中でもクヌートは最も知られた人物であった。1321年4月12日にスウェーデン評議会は、インゲビョルグの領地における外国人の犯罪や騒乱の噂に関しノルウェー評議会からの苦情を受けた後、インゲビョルグに若い外国人よりも評議会の老練な人々の意見を聞くよう忠告するようにノルウェー評議会に伝えた。スウェーデン評議会においては外国人の関与を禁じる法律が制定された。

### スコーネ問題
インゲビョルグとクヌートは、デンマーク領のスコーネ地方をインゲビョルグの領地としようと考えた。1321年、インゲビョルグは娘エウフェミアとメクレンブルク公アルブレヒト2世の結婚を決めた。この結婚は、メクレンブルク、ザクセン、ホルシュタイン、レンズブルクおよびシュレースヴィヒがインゲビョルグのスコーネ征服に協力するという条件で決められたものであった。しかし、これはノルウェー評議会では承認されたが、スウェーデン評議会では承認されなかった。侵略資金の調達のため、スウェーデンおよびノルウェーにおける自由貿易を担保としてシュトラールズントから融資を受けた。1322年から1323年にかけて、クヌートが指揮するインゲビョルグの軍がスコーネを占領したとき、メクレンブルクが裏切り同盟は破れた。

### 評議会との対立と権力の衰退
1322年、インゲビョルグとスウェーデン評議会との間の対立が表面化した。評議会は全会一致の承認がない限りインゲビョルグの命令は受け入れないという合意を交わし、したがって個々の評議会メンバーとインゲビョルグが交わした合意についてはすべて無効となった。1323年、インゲビョルグはこの合意を受け入れざるを得なくなり、領有していた城と領地のいくつかを放棄した。
1323年2月20日、ノルウェー評議会もインゲビョルグに反旗を翻した。インゲビョルグはデンマークとの和平を破棄するため王の印章を乱用したことを非難され、摂政団の長から外された。1323年以降、インゲビョルグの権力は、評議会の投票で認められた範囲に限られ、実際にはインゲビョルグを権力の座から退かせた。1326年2月14日、インゲビョルグの借金を支払う代わりに、インゲビョルグは領地の一部を手放してクヌートを追放せざるを得なくなり、スウェーデン摂政団におけるすべての政治的権限を剥奪された。しかし、ノルウェー摂政団に関しては、1327年6月14日に結ばれたノルウェーと南ユトランドとの間の和平条約にインゲビョルグの署名が必要であった。
インゲビョルグは1327年に愛人であったクヌート・ポルセ（1330年没）と結婚した。クヌートがハッランド公となりインゲビョルグの相続財産の領有を許された時点で、スウェーデンもそして次第にノルウェーもこの結婚を理由としてインゲビョルグの政治権力の利用を禁じるようになった。この結婚の年に、インゲビョルグはノルウェー摂政団においても権力の座から退くことになった。

## 後年
クヌートは1329年にエストニア公となったが、翌1330年にクヌートは死去した。2人の息子はともにハッランド公となった。マグヌス4世は1332年に成年に達し、同年にインゲビョルグはスコーネにおけるスウェーデンの優位性を確実なものとした（1360年まで）。2度目の夫クヌートが死去した後、インゲビョルグは再び息子の治世下で重要な立場についたが、どの程度息子に影響を与えたかは不明である。
1336年、ストックホルムで行われる息子マグヌス4世とその王妃の戴冠式のために訪れた娘エウフェミアとその夫メクレンブルク公アルブレヒト2世、ザクセン＝ヴィッテンベルク公ルドルフ1世およびホルシュタイン伯ハインリヒ2世を出迎えた。1341年、インゲビョルグおよびホルシュタイン伯ハインリヒ2世とニコラウスは、シュレースヴィヒ公ヴァルデマー5世とホルシュタイン＝キール伯ヨハン3世およびハンザ同盟と闘うためデンマークへ向かった。インゲビョルグはこの時デンマークのカロンボーにおり、そこでデンマーク王ヴァルデマー4世に攻撃された。2年にわたり衝突と和平が繰り返された後、ヴァルデマー4世との問題は解決したが、ヴァルデマー4世はコペンハーゲン城を取り戻した。マグヌス4世はヴァルデマー4世に対し、和平条約においてインゲビョルグと約束したことを守るよう伝え、和平を結んだ。1350年、インゲビョルグはクヌートとの間の息子（同年に死去）からハッランド公位を継承した。

## 子女
セーデルマンランド公エリクとの間に2子をもうけた。
- マグヌス4世（1316年 - 1374年） - スウェーデン王（1319年 - 1364年）、ノルウェー王（1319年 - 1355年）
- エウフェミア（1317年 - 1370年） - メクレンブルク公アルブレヒト2世と結婚、スウェーデン王アルブレクトの母

ハッランド公クヌートとの間に2子をもうけた。
- ホーコン（1350年没） - ハッランド公
- クヌート（1350年没） - ハッランド公